# Ewa Bogacka-Kisiel
Ewa Maria Bogacka-Kisiel (zm. 18 marca 2021) – polska ekonomistka, prof. dr hab.

## Życiorys
Obroniła pracę doktorską, 30 czerwca 1993 habilitowała się na podstawie rozprawy zatytułowanej Finansowe aspekty działalności państwa w ochronie środowiska. 9 maja 2001 nadano jej tytuł profesora w zakresie nauk ekonomicznych. Została zatrudniona na stanowisku profesora w Instytucie Ekonomii i Finansów na Wydziale Ekonomicznym Uniwersytetu Opolskiego, oraz w Katedrze Finansów na Wydziale Nauk Ekonomicznych Akademii Ekonomicznej im. Oskara Langego we Wrocławiu.
Była profesorem zwyczajnym w Katedrze Finansów na Wydziale Nauk Ekonomicznych Uniwersytetu Ekonomicznego we Wrocławiu i w Wyższej Szkole Bankowej we Wrocławiu.
Piastowała funkcję profesora nadzwyczajnego i kierownika w Katedrze Finansów i Rachunkowości na Wydziale Ekonomicznym Uniwersytetu Opolskiego.
Zmarła 18 marca 2021.